# Deokchi-myeon
Deokchi-myeon (koreanska: 덕치면) är en socken i kommunen Imsil-gun i provinsen Norra Jeolla i den centrala delen av Sydkorea, 230 km söder om huvudstaden Seoul.